# Amt Groß Kreutz
Das Amt Groß Kreutz war ein 1992 gebildetes Amt in Brandenburg, in dem zunächst sechs Gemeinden im damaligen Kreis Brandenburg-Land (heute Landkreis Potsdam-Mittelmark, Brandenburg) zu einer Verwaltungsgemeinschaft zusammengefasst waren. Amtssitz war die Gemeinde Groß Kreutz. Das Amt Groß Kreutz wurde 2003 wieder aufgelöst.

## Geographische Lage
Das Amt Groß Kreutz lag im nördlichen Teil des Landkreises Potsdam-Mittelmark. Es grenzte im Norden an die Ämter Beetzsee und Ketzin, im Osten an das Amt Werder, im Süden an das Amt Lehnin und im Westen an das Amt Emster-Havel.
Das Amt Groß Kreutz hatte eine Fläche von rd. 75,4 km² und 4.584 Einwohner im Jahr seiner Bildung. Ende 2002 war die Einwohnerzahl auf 4.895 Einwohner angewachsen.

## Geschichte
Am 31. August 1992 erteilte der Minister des Innern des Landes Brandenburg seine Zustimmung zur Bildung des Amtes Groß Kreutz. Als Zeitpunkt des Zustandekommens des Amtes wurde der 15. September 1992 festgelegt. Die Zustimmung war zunächst befristet bis zum 15. September 1994. Das Amt hatte seinen Sitz in der Gemeinde Groß Kreutz und bestand aus sechs Gemeinden im damaligen Kreis Brandenburg-Land:
1. Groß Kreutz
2. Schmergow
3. Bochow
4. Krielow
5. Derwitz
6. Deetz

Die Befristung wurde ab dem 18. August 1994 aufgehoben. Zum 26. Oktober 2003 wurde die Gemeinde Derwitz (Amt Groß Kreutz) in die Stadt Werder (Havel) eingegliedert. Durch das Vierte Gesetz zur landesweiten Gemeindegebietsreform betreffend die Landkreise Havelland, Potsdam-Mittelmark, Teltow-Fläming (4.GemGebRefGBbg) vom 24. März 2003 wurden die Gemeinden Bochow, Deetz, Groß Kreutz, Krielow und Schmergow sowie die Gemeinden Götz, Jeserig und Schenkenberg des Amtes Emster-Havel zur neuen Gemeinde Groß Kreutz/Emster zusammengeschlossen. Das Amt Groß Kreutz wurde aufgelöst, die Gemeinde Groß Kreutz/Emster wurde amtsfrei. Die Gemeinde Krielow erhob Kommunalverfassungsbeschwerde gegen ihre Eingliederung in die neue Gemeinde Groß Kreutz/Emster, die jedoch teils verworfen und im Übrigen zurückgewiesen wurde.
Die Gemeinde Groß Kreutz/Emster wurde am 1. Juli 2004 in Groß Kreutz (Havel) umbenannt.

## Amtsdirektor
Erster und letzter Amtsdirektor des Amtes Groß Kreutz war Manfred Meske. Er verlor 2003 die Stichwahl um das Amt des Bürgermeisters von Groß Kreutz/Emster.